# Русло (разъезд)
Русло — опустевший разъезд в Котласском районе Архангельской области.

## География
Находится в юго-восточной части Архангельской области на расстоянии приблизительно 6 км на юг по прямой от станции Котлас-Узловой у железнодорожной линии Киров-Котлас.

## История
Населенный пункт по состоянию на 2020 год превратился в урочище (застройка утрачена). До 2022 года входил в Черёмушское сельское поселение до его упразднения.  Действует остановочный пункт 381 км (на старых картах 371 км).

## Население
Численность населения не была учтена как в 2002 году, так и в 2010.